# Ryota Isomura
Ryota Isomura (磯村 亮太 Isomura Ryōta?, nacido el 16 de marzo de 1991 en Seto, Aichi) es un futbolista japonés que se desempeña como centrocampista.

## Trayectoria

### Clubes
| Club            | País  | Año         |
| --------------- | ----- | ----------- |
| Nagoya Grampus  | Japón | 2009 - 2017 |
| Albirex Niigata | Japón | 2017 -      |

## Estadística de carrera

### J. League
| Club            | Año   | J. League | J. League | Copa J. League | Copa J. League | Total | Total |
| Club            | Año   | Part.     | Goles     | Part.          | Goles          | Part. | Goles |
| --------------- | ----- | --------- | --------- | -------------- | -------------- | ----- | ----- |
| Nagoya Grampus  | 2009  | 0         | 0         | 0              | 0              | 0     | 0     |
| Nagoya Grampus  | 2010  | 0         | 0         | 0              | 0              | 0     | 0     |
| Nagoya Grampus  | 2011  | 20        | 3         | 2              | 0              | 22    | 3     |
| Nagoya Grampus  | 2012  | 5         | 0         | 0              | 0              | 5     | 0     |
| Nagoya Grampus  | 2013  | 6         | 0         | 3              | 0              | 9     | 0     |
| Nagoya Grampus  | 2014  | 17        | 1         | 0              | 0              | 17    | 1     |
| Nagoya Grampus  | 2015  | 24        | 2         | 7              | 0              | 31    | 2     |
| Nagoya Grampus  | 2016  | 16        | 0         | 3              | 0              | 19    | 0     |
| Nagoya Grampus  | 2017  | 9         | 0         | -              | -              | 9     | 0     |
| Albirex Niigata | 2017  | 16        | 0         | 0              | 0              | 16    | 0     |
| Total           | Total | 113       | 6         | 16             | 0              | 129   | 6     |